# I Could Fall in Love
"I Could Fall in Love" là bài hát của ca sĩ nhạc pop người Mỹ, Selena. Bài hát được phát hành như là đĩa đơn đầu tiên của Selena nằm trong album Dreaming of you (1995). Được sáng tác bởi Keith Thomas và sản xuất bởi Thomas, "I Could Fall in Love" được phát hành dưới dạng đĩa đơn vào ngày 24 tháng 6 năm 1995, bởi hãng EMI Records. là một ca khúc R&B và soft rock. bài hát nói về một cô gái sợ hãi để rơi vào tình yêu với một chàng trai cô ấy thích.
Bài hát đã nhận được những đánh giá tích cực từ các nhà phê bình, cũng như đạt được thành công trên toàn thế giới, đạt vị trí số một ở Latin Pop Songs (Ky) và Canadian Singles Chart. Bài hát không được phép trong bảng xếp hạng Billboard Hot 100. Người ta tin nó có thể bán các bản sao hơn Dreaming of You. Video của bài hát được đạo diễn bởi Hector Galan. nó đã giành và lễ trao giải các giải thưởng, trong đó có giải thưởng Tejano Music Awards năm 1996 và American Society of Composers, Authors and Publishers (ASCAP).

## Tín dụng
| - Keith Thomas—producer, arranger, synthesizer, bass programming - Selena—vocals - Bill Whittington—vocals recorder, mixer - Mike Corbett—assistant engineer - Todd Moore—production coordinator | - Mark Hammond—drums - Tommy Sims—bass guitar - Dan Huff—backing guitarist - Trey Lorenz—backing vocalist |

## Các định dạng và các bài hát
| - Worldwide Promotional Recording 1. "I Could Fall in Love (Album version)" — 4:41 2. "I Could Fall in Love (Softer version)" — 4:42 - Japan maxi single 1. "I Could Fall in Love" — 4:41 2. "Dreaming of You" — 5:14 3. "Sukiyaki" — 3:11 | - Mexican CD single 1. "I Could Fall in Love (Album version)" — 4:41 2. "I Could Fall in Love (Softer version)" — 4:42 3. "Tú Sólo Tú" — 3:45 - Australian maxi single 1. "I Could Fall in Love (Album version)" — 4:41 2. "I Could Fall in Love (Softer version)" — 4:42 3. "Tú Sólo Tú" — 3:45 4. "Amor Prohibido — 2:50 |

## Xếp hạng

### Bảng xếp hạng theo tuần
| Chart (1995)                                | Peak position |
| ------------------------------------------- | ------------- |
| Canadian RPM Top Singles Chart              | 10            |
| Canadian RMP Adult Contemporary             | 1             |
| New Zealand (Recorded Music NZ)             | 10            |
| Tokyo Hot 100                               | 37            |
| Hoa Kỳ Radio Songs (Billboard)              | 8             |
| Hoa Kỳ Hot Latin Songs (Billboard)          | 2             |
| Hoa Kỳ Latin Pop Songs (Billboard)          | 1             |
| Hoa Kỳ Regional Mexican Airplay (Billboard) | 5             |
| US Tropical Songs (Billboard                | 4             |
| Hoa Kỳ Adult Contemporary (Billboard)       | 12            |
| Hoa Kỳ Adult Pop Airplay (Billboard)        | 17            |
| US Hot 100 Recurrent Airplay (Billboard)    | 3             |
| US Top 40 Mainstream (Billboard             | 15            |
| US Rhythmic Top 40 (Billboard               | 5             |

 
|

### Bảng xếp hạng cả năm
| Chart (1995)        | Peak position |
| ------------------- | ------------- |
| US Hot Latin Tracks | 5             |

|}